# Steinkjers kommun
Steinkjers kommun (norska: Steinkjer kommune) är en kommun i Trøndelag fylke i mellersta Norge. Centralort är staden Steinkjer.
Kommunens tusenårssted är Steinkjer torg. Rödklöver är Steinkjers kommunblomma.

## Administrativ historik
Steinkjers kommun bildades den 23 januari 1858 genom utbrytning från dåvarande Stods kommun. Den hade vid bildandet 1 150 invånare. Sammanläggning med de sex omkringliggande kommunerna Beitstad, Egge, Kvam, Ogndal, Sparbu och Stod genomfördes den 1 januari 1964, varvid befolkningen ökade från 4 300 till nära 20 000. Den 1 januari 2020 slogs Steinkjer ihop med tidigare Verrans kommun.

### Upphörda kommunvapen inom den nuvarande kommunen

Steinkjers kommun (1957–2019)
Verrans kommun (1987–2019)

## Tätorter
I Steinkjers kommun finns sex tätorter:
- Follafoss
- Malm
- Mære
- Sparbu
- Steinkjer (centralort)
- Velde

Orterna Binde och Sunnan har tidigare räknats som tätorter men uppfyller inte längre kriterierna, medan orten Lerkehaug numera räknas som en del av tätorten Steinkjer.

## Socknar
Inom Norska kyrkan är Steinkjers kommun indelad i tio socknar:
- Beitstads socken
- Egge socken
- Føllings socken
- Hennings socken
- Kvams socken
- Mære socken
- Ogndals socken
- Steinkjers socken
- Stods socken
- Verrans socken

Socknarna ingår i Stiklestads prosteri i Nidaros stift.

## Fornminnen
I Steinkjers kommun finns hällristningsfält i Bøla och Bardal.

## Vänorter
- Nykarleby, Finland
- Sollefteå kommun, Sverige

## Bilder

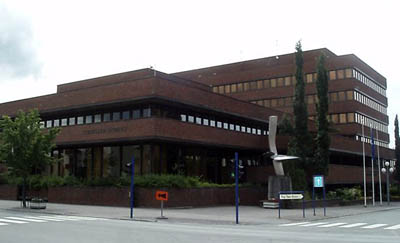
Kommunhuset i Steinkjer.
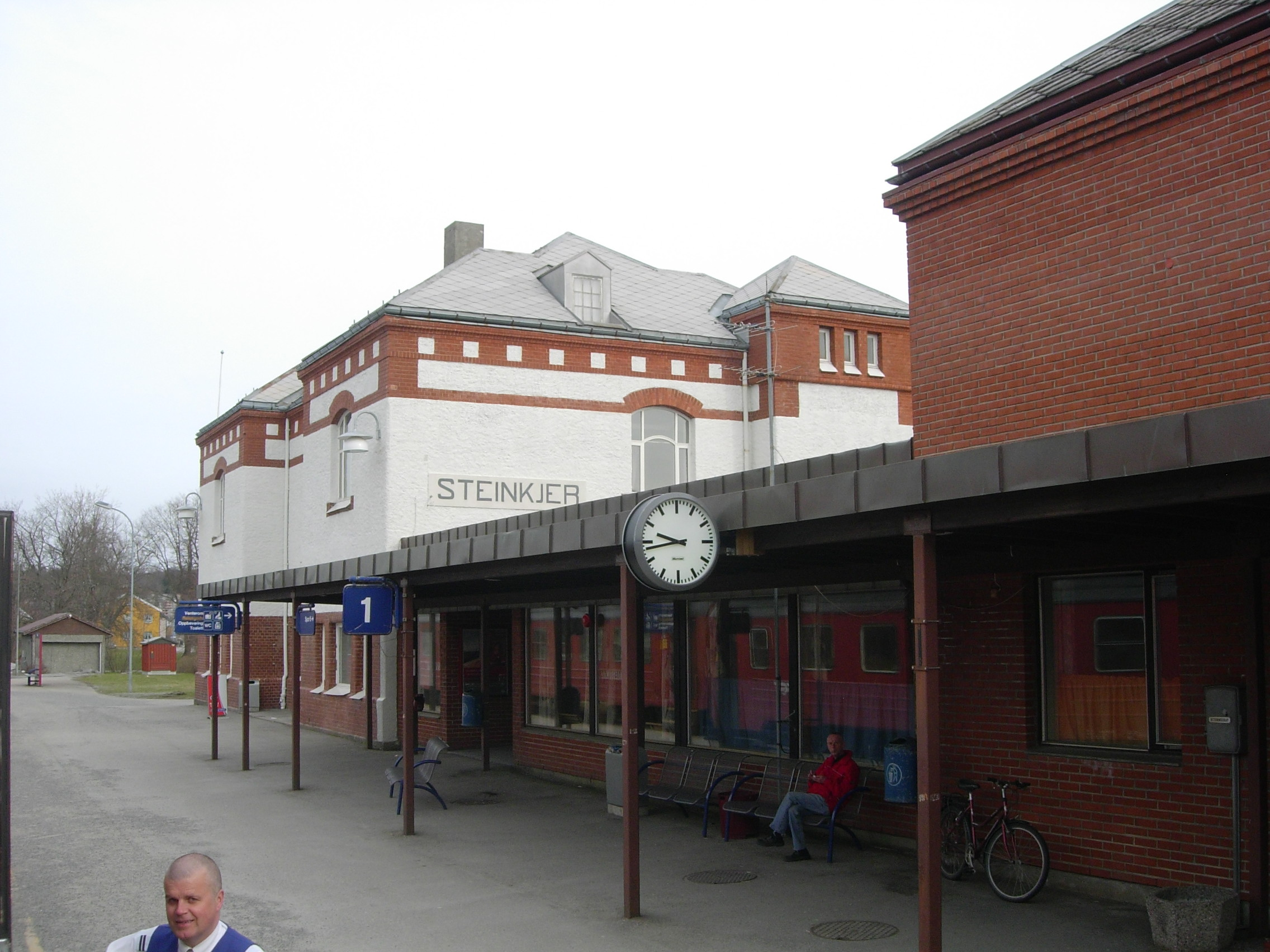
Steinkjers station.